# Julstormfloden 1717

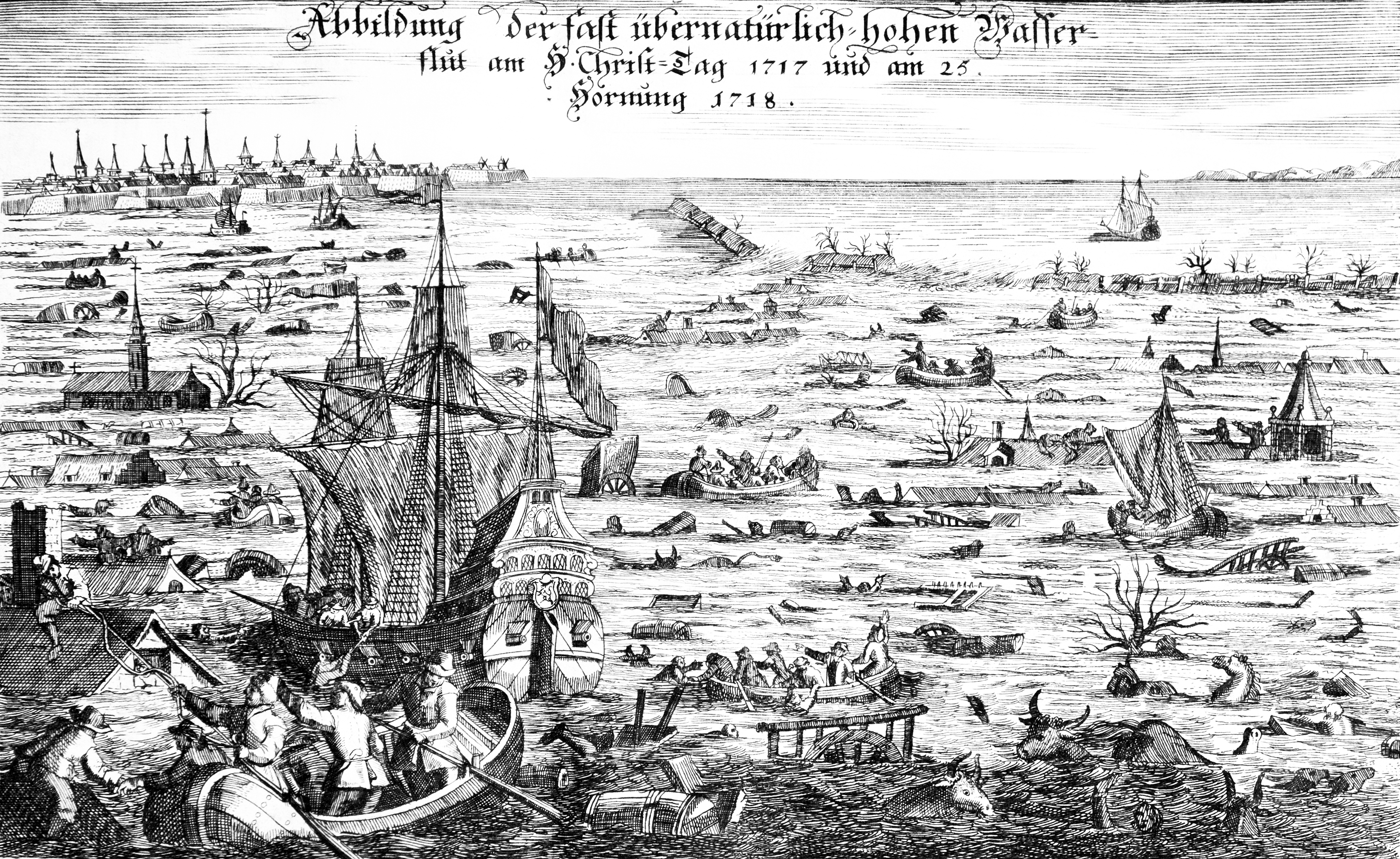
Julstormfloden 1717.

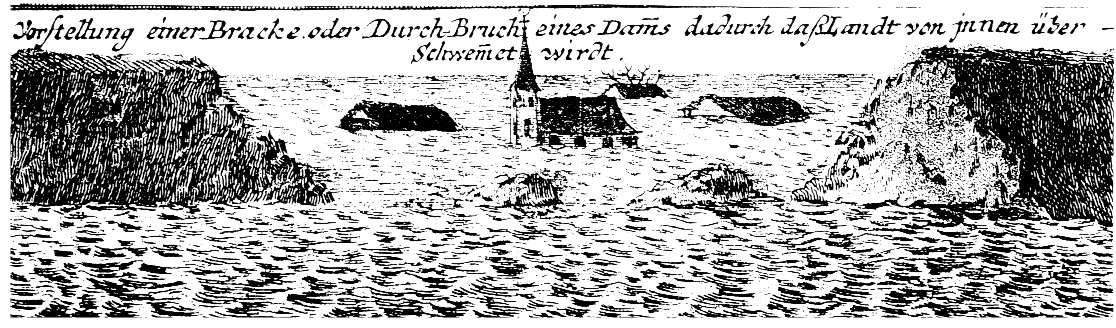
Illustration av hur vattenmassor bryter igenom en vall. Troligen rör det sig om julöversvämningen 1717.

Julstormfloden 1717 (tyska: Weihnachtsflut 1717) är en av de största kända stormfloderna vid Nordsjökusten. Stormfloden drabbade mellan den 24 och 25 december 1717 nederländska, tyska och danska kusterna. Stormfloden medförde stora översvämningar och mycket stor förödelse i kustbygderna. 
Den våldsamma stormfloden orsakades av en nordvästlig storm i samband med högvatten vilket gjorde att vallarna brast på ett flertal ställen mellan Nederländerna och Danmark och den låglänta kustbygden längs Nordsjön översvämmades. Sammanlagt uppskattas cirka 11 150 personer och cirka 100 000 djur vid holländska, tyska och danska kusten ha drunknat. Mellan norra Schleswig och Emden i Ostfriesland dog 9 000 personer och i Nederländerna uppskattas 2 500 personer ha mist livet. Uppskattningsvis 8 000 hus förstördes. 
Stormfloden ledde till fattigdom och en ekonomisk tillbakagång längs hela Nordsjökusten. Ett av de svårast drabbade områdena var Ostfriesland och grevskapet Oldenburg. I till exempel friesiska Butjadingen omkom nära 30 % av befolkningen i stormfloden. I Ostfriesland spolades 900 hus bort och 1.800 skadades svårt. Skyddsvallar förstördes i stor omfattning. 
Stormflodens följder förstärktes av det kalla vädret med frost och snöfall. Nästkommande vinter, den 25-26 februari 1718, inträffade en ny stormflod innan vallar och andra skyddsanordningar hade hunnit byggas upp.